# Pădurea de stejar pufos de la Mirăslău
Pădurea de stejar pufos de la Mirăslău este un sit de importanță comunitară (SCI) desemnat în scopul protejării biodiversității și menținerii într-o stare de conservare favorabilă a florei spontane și faunei sălbatice, precum și a habitatelor naturale de interes comunitar aflate în arealul zonei protejate. Acesta este situat în județul Alba, pe teritoriul administrativ al comunei Mirăslău.

## Localizare
Aria naturală  se află în extremitatea central-nordică a județului Alba (aproape de limita teritorială cu județul Cluj), pe teritoriul nord-estic al satului Mirăslău, în apropiere de drumul național DN1, care leagă municipiul Aiud de orașul  Câmpia Turzii.

## Descriere
Zona a fost declarată sit de importanță comunitară prin Ordinul Ministerului Mediului și Dezvoltării Durabile Nr.1964 din 13 decembrie 2007 (privind instituirea regimului de arie naturală protejată a siturilor de importanță comunitară, ca parte integrantă a rețelei ecologice europene Natura 2000 în România) și se întinde pe o suprafață de 56,5 hectare. Situl Pădurea de stejar pufos de la Mirăslău a fost protejat și ca arie specială de conservare în mai 2022.
Aria protejată reprezintă o zonă împădurită (încadrată în bioregiune continentală) în Dealurile Aiudului (în lunca Mureșului) ce adăpostește exemplare arboricole de Quercus pubescens și desemnată în scopul conservării habitatelor de tip - Vegetație forestieră panonică cu Quercus pubescens și Păduri de stejar cu carpen de tip Galio-Carpinetum.

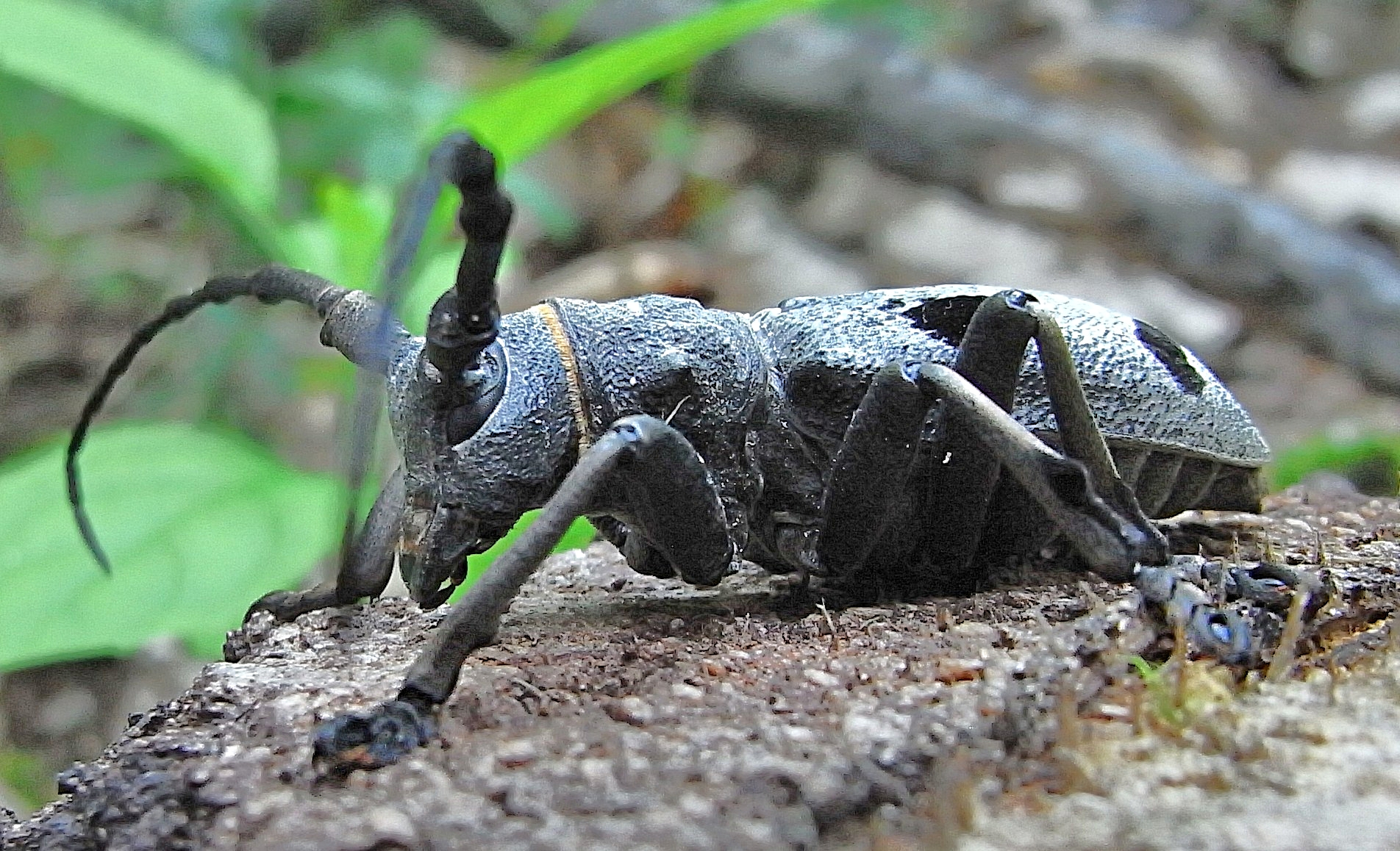
Croitorul cenușiu al stejarului (Morimus funereus)

În arealul ariei protejate alături de stejar pufos (Quercus pubescens) vegetează mai multe specii de arbori și arbusti cu exemplare de: arțar tătăresc (Acer tataricum), porumbar (Prunus spinosa), corn (Cornus mas), alun (Corylus avellana), păducel (Crataegus monogyna), măceș (Rosa canina), dârmoz (Viburnum lantana) sau migdal pitic (Amygdalus nana).
În sit este semnalată prezența unei a trei specii de coleoptere protejate prin lege și aflate pe Lista roșie a IUCN: croitorul mare al stejarului (Cerambyx cerdo), rădașcă (Lucanus cervus) și croitorul cenușiu al stejarului (Morimus funereus).

## Căi de acces
- Drumul național DN1 pe ruta: Alba Iulia - Codlea - Sântimbru - Teiuș - Aiud - Mirăslău.